# Historia temprana de Sudáfrica
La Prehistoria de Sudáfrica, e inseparablemente la región más amplia de Sudáfrica, se extiende desde la  Edad Media de Piedra hasta el siglo XVII. La región del sur de África fue alcanzada por primera vez por el Homo sapiens antes de hace 130 000 años, posiblemente antes de hace 260 000. La región permaneció en la Edad de Piedra tardía hasta que se introdujeron los primeros rastros de pastoreo hace unos 2000 años. La migración bantú llegó a la zona que hoy es Sudáfrica alrededor de la primera década del siglo III, hace más de 1800 años, desplazando en gran medida a la población indígena khoisan. Los primeros reinos bantúes fueron establecidos en el siglo XI. El primer contacto europeo data de 1488, pero la colonización europea comienza en el siglo XVII.Véase Historia de Sudáfrica (1652-1815).

## Edad Media de Piedra
Artículos principales: Edad Media de Piedra y Orfebrería (industria)
Más información: Homo gautengensis, Homo ergaster, Homo naledi y Khoisan.

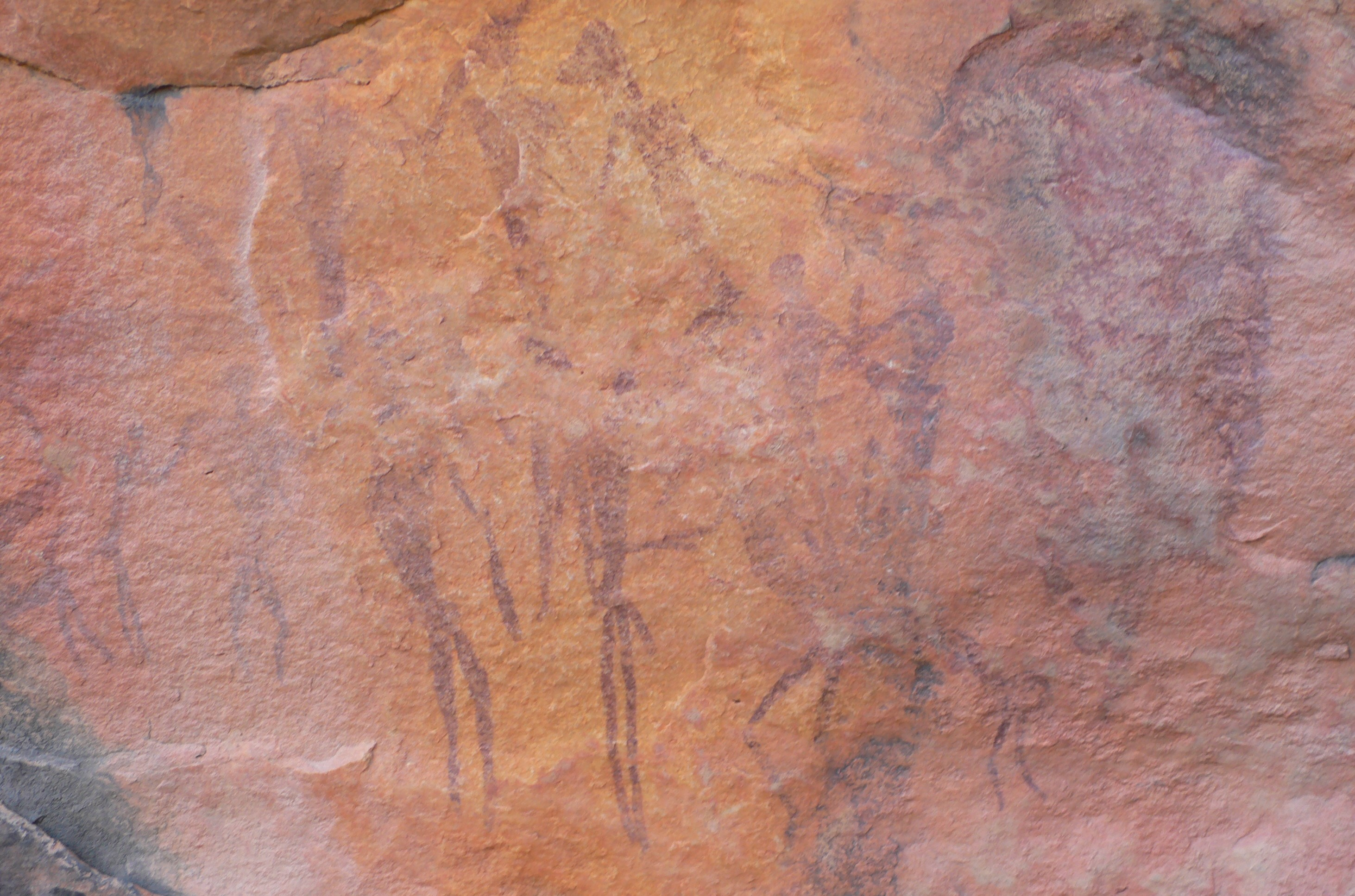
Pinturas rupestres del Cabo Occidental

La Edad Media de Piedra duró entre 300 000 y 50 000 años. Los cazadores-recolectores del sur de África, llamados San por sus vecinos pastores, los Khoikhoi, y los bosquimanos por los europeos, son con toda probabilidad descendientes directos de los primeros humanos anatómicamente modernos que emigraron al sur de África, hace más de 130 000 años. El término Khoisan agrupa a las poblaciones pre-bantúes de Sudáfrica. Entró en uso a principios y mediados del siglo XX, originalmente acuñado por Isaac Schapera alrededor de 1930. Entra en un uso más amplio a partir de la década de 1960, basado en la propuesta de una familia de lenguas khoisan de Joseph Greenberg. El nombre San en el uso antropológico es una formación posterior del compuesto y comenzó a reemplazar a los bosquimanos a partir de la década de 1970. El término ha ido sustituyendo al antiguo término Cape Blacks o Western Cape Blacks, del que se deriva el término Capoide utilizado en la literatura antropológica del siglo XX. El uso de Khoisanid en la genealogía genética fue introducido por Cavalli-Sforza, L. Luca et al., The History and Geography of Human Genes (1994).
Se cree que las poblaciones de Homo sapiens ancestrales a los Khoisan del sur de África han representado la «población humana más grande» durante la mayoría de la línea temporal anatómicamente moderna, desde su temprana separación antes de 150 000 hasta el reciente poblamiento de Eurasia, unos 70 000, que estaban mucho más extendidos que en la actualidad, ya que su hábitat moderno fue diezmado en el curso de la expansión bantú. Estaban dispersos por gran parte de África meridional y sudoriental. También hubo una importante migración de portadores de L0 hacia el este de África entre 120 y 75 kya. Rito et al (2013) especulan que la presión de esta migración de regreso puede incluso haber contribuido a la dispersión de las poblaciones de África Oriental fuera de África en alrededor de 70 kya. Durante la Edad de Piedra Media, el clima fluctuó entre glacial, lluvioso y cada vez más húmedo, lo que hizo que los primeros cazadores-recolectores de Sudáfrica adaptaran sus avances tecnológicos, movimientos y estrategias de búsqueda de alimento.
La Cueva de Blombos contiene ornamentos personales y lo que se supone que son las herramientas utilizadas para la producción de imágenes artísticas, así como herramientas de hueso  Still Bay y Howieson's Poort contienen tecnologías de herramientas variables.
Las poblaciones khoisaníes ancestrales de los khoisan se extendieron por gran parte del sur y el este de África a lo largo de la Edad de Piedra Tardía, después de unos 75 000 años atrás. Se ha propuesto una nueva expansión, que data de hace unos 20 000 años, basada en la distribución del haplogrupo L0d. Rito et al. sugieren una conexión de esta reciente expansión con la propagación de las consonantes de clic a las lenguas del este de África (lengua hadza). La industria sanguiana de la Edad de Piedra Media ocupó el sur de África en áreas donde la precipitación anual es inferior a un metro (1000 mm). Los pueblos san y khoi contemporáneos se asemejan a los representados por los antiguos restos esqueléticos de Sango.

## Edad de Piedra tardía
La Edad de Piedra Tardía en Sudáfrica corresponde a la fase posterior del Sangoense, comenzando hace unos 50 000 años, seguida por la cultura Lupembiense, de hace unos 30 000 a 12 000 años, también conocida como "Segundo Intermedio", entre la Edad de Piedra Media y Tardía. El término Edad de Piedra Tardía fue introducido para Sudáfrica en 1929 por John Hilary Goodwin y C. van Riet Lowe.[10] El Lupemban es seguido por la llamada industria de Albany, hace 12 000 a 9000 años. Finalmente, el tiempo de hace 9000 a 2000 años, 7º a 1º milenio a. C., está representado por los llamados microlitos del «inventario de Wilton».
Desde hace unos 2000 años hay rastros de pastoreo. Esto refleja la llegada de los pastores Khoikhoi; a partir de esta época, la caza y la recolección dieron paso gradualmente al pastoreo como actividad económica dominante. Se cree que la llegada del ganado introdujo los conceptos de riqueza personal y de propiedad, así como el establecimiento de una estructura política de  cacicazgos.

## Expansión bantú y secuelas
Durante mucho tiempo se creyó que a mediados del primer milenio, la expansión bantú llegó al sur de África desde el delta del Río Níger hasta la actual provincia de KwaZulu-Natal, pero recientes trabajos arqueológicos sitúan la presencia de los hablantes de bantú en la región ya en el siglo III d. C. Los hablantes de bantú no solo tenían animales domésticos, sino que también practicaban la agricultura, cultivaban mijo, sorgo y otros cultivos. También demostraban habilidad en el trabajo del hierro y vivían en aldeas asentadas. Los bantúes llegaron a Sudáfrica en pequeñas oleadas en vez de en una sola migración cohesiva. Algunos grupos, ancestrales de los pueblos nguni, como los zulúes, xhosa, swazi y ndebele, preferían vivir cerca de la costa. Otros, ahora conocidos como los pueblos Sotho-Tswana, como los Tswana, Pedi y Basotho, se asentaron en el Highveld, mientras que los actuales pueblos  Venda, Lemba y  Tsonga se establecieron en las zonas del noreste de Sudáfrica.
Los hablantes de bantú y los khoisan se mezclaron, como lo demuestran las pinturas rupestres que muestran a los dos grupos diferentes interactuando. El tipo de contacto sigue siendo desconocido, aunque la prueba lingüística de la integración sobrevive para demostrar que la interacción estaba bien establecida, ya que varias lenguas bantúes, en particular el xhosa y el  zulú) incorporaron la consonante de  clic característica de las lenguas khoisan.
El khoikhoi comenzó a desplazarse más al sur, llegando al Cabo. En el camino se casaron con los cazadores-recolectores, a los que llamaban San, en origen un término despectivo basado en un término para "recoger de la tierra", es decir, "recoger, hurgar". Se cree que los San mismos fueron empujados hacia atrás tanto por los bantúes que avanzaban como por los khoikhoi, retirándose al interior del Kalahari.
La expansión bantú fue uno de los principales movimientos demográficos de la prehistoria humana, que arrasó gran parte del continente africano durante el segundo y el primer milenio antes de Cristo. Las comunidades de habla bantú llegaron al sur de África desde la cuenca del Congo en los primeros siglos después de Cristo. Algunos de los grupos de migrantes, ancestrales de los actuales pueblos nguni, los zulúes, xhosa, suazi y ndebele, prefirieron vivir cerca de la costa oriental de la actual Sudáfrica. 
Otros, ahora conocidos como los pueblos Sotho-Tswana (Tswana, Pedi y Sotho), hablantes del  idioma sotho-tswana, se asentaron en el interior en la meseta conocida como Highveld, mientras que los actuales pueblos Venda, Lemba y Tsonga se establecieron en las zonas nororientales de la actual Sudáfrica.
El Reino de Mapungubwe, que estaba situado cerca de la frontera norte de la actual Sudáfrica, en la confluencia de los ríos Limpopo y Shashe adyacentes a los actuales Zimbabue y Botsuana, fue el primer reino bantú del sur de África, establecido en el siglo XI. El reino fue la primera etapa de un desarrollo que culminaría con la creación del Reino de Zimbabue en el siglo XIII, y con vínculos comerciales de oro con Rhapta y Kilwa Kisiwani en la costa oriental africana. El Reino de Mapungubwe duró unos 80 años, y en su apogeo su población era de unas 5000 personas.
Los primeros registros históricos europeos sobre estas personas comienzan a finales del siglo XV, con el inicio de la exploración europea. El primer registro histórico de Sudáfrica data de 1488, por el explorador portugués Bartolomeu Dias. En noviembre de 1497, una flota de barcos portugueses bajo el mando del marinero portugués Vasco de Gama rodeó el Cabo de Buena Esperanza. Los registros históricos del interior comienzan significativamente más tarde, con la fundación de la Colonia Holandesa del Cabo en 1652.